# Anakonda
Anakonda (Eunectes) je rod velkých, nejedovatých hadů vyskytujících se v tropické Jižní Americe. Přestože se jméno vztahuje na celou skupinu hadů, často se jím označuje jen jeden konkrétní druh, a to anakonda velká (Eunectes murinus), což je nejtěžší had na světě.

## Výskyt
Anakonda se vyskytuje v tropické Jižní Americe, od Kolumbie a Venezuely až po Argentinu. Patrně nejrozšířenějším druhem je anakonda velká (Eunectes murinus), areálem svého výskytu zahrnujícím téměř celý sever jihoamerického kontinentu.

## Druhy
- anakonda velká (Eunectes murinus)
- anakonda žlutá (Eunectes notaeus)
- anakonda temnoskvrnná (Eunectes deschauenseei)
- anakonda bolivijská (Eunectes beniensis)
- Eunectes akayima

### Vyhynulé druhy
- Eunectes stirtoni – popsána Hofstetterem roku 1977, žila na severu Jižní Ameriky v období miocénu